# کارتالی
شهر کارتالی (به روسی: Карталы) در کشور روسیه و در اوبلاست چلیابینسک واقع شده‌است.